# Карменгей
Карменгей (англ. Carmangay) — село в Канаді, у провінції Альберта, у складі муніципального району Вулкан.

## Населення
За даними перепису 2016 року, село нараховувало 242 особи, показавши скорочення на 34,1%, порівняно з 2011-м роком. Середня густина населення становила 129,8 осіб/км².
З офіційних мов обидвома одночасно володіли 5 жителів, тільки англійською — 235, а 5 — жодною з них. Усього 30 осіб вважали рідною мовою не одну з офіційних.
Працездатне населення становило 120 осіб (54,5% усього населення), рівень безробіття — 12,5% (28,6% серед чоловіків та 0% серед жінок). 91,7% осіб були найманими працівниками, а 8,3% — самозайнятими.
Середній дохід на особу становив $12 013 (медіана $12 002), при цьому для чоловіків — $12 013, а для жінок $12 013 (медіани — $12 002 та $12 002 відповідно).
31,8% мешканців мали закінчену шкільну освіту, не мали закінченої шкільної освіти — 18,2%, 50% мали післяшкільну освіту, з яких 13,6% мали диплом бакалавра, або вищий.
| Статево-вікова структура населення | Статево-вікова структура населення | Статево-вікова структура населення | Статево-вікова структура населення | Статево-вікова структура населення |
| ---------------------------------- | ---------------------------------- | ---------------------------------- | ---------------------------------- | ---------------------------------- |
|                                    |                                    |                                    |                                    |                                    |
| Всього                             | Всього                             | 50,0%                              |                                    |                                    |
| 0 — 14 років                       | 0 — 14 років                       |                                    | 10,2%                              | 10,2%                              |
| 15 — 64 років                      | 15 — 64 років                      |                                    | 53,1%                              | 53,1%                              |
| 65 і більше                        | 65 і більше                        |                                    | 36,7%                              | 36,7%                              |
| Середній вік (років)               | Середній вік (років)               | 51,251,0                           | 51,1                               | 51,1                               |
| Медіана (років)                    | Медіана (років)                    | 60,059,0                           | 59,2                               | 59,2                               |
| — чоловіки — жінки                 |                                    |                                    |                                    |                                    |

| Походження мешканців:     | Походження мешканців:     | Походження мешканців: | Походження мешканців: | Походження мешканців: |
| ------------------------- | ------------------------- | --------------------- | --------------------- | --------------------- |
| Походження                |                           |                       | осіб                  | %                     |
| Корінні американці        | Корінні американці        |                       | 20                    | 8.26%                 |
| Інше північноамериканське | Інше північноамериканське |                       | 70                    | 28.93%                |
| Європейське               | Європейське               |                       | 220                   | 90.91%                |
| британське                | британське                |                       | 165                   | 68.18%                |
| французьке                | французьке                |                       | 15                    | 6.2%                  |
| Азійське                  | Азійське                  |                       | 10                    | 4.13%                 |

| Зайнятість населення за галузями (за класифікацією NOC): | Зайнятість населення за галузями (за класифікацією NOC): | Зайнятість населення за галузями (за класифікацією NOC): | Зайнятість населення за галузями (за класифікацією NOC): | Зайнятість населення за галузями (за класифікацією NOC): |
| -------------------------------------------------------- | -------------------------------------------------------- | -------------------------------------------------------- | -------------------------------------------------------- | -------------------------------------------------------- |
|                                                          |                                                          |                                                          |                                                          |                                                          |
| Управління                                               | Управління                                               |                                                          | 8,3%                                                     | 8,3%                                                     |
| Бізнес, фінанси та адміністрування                       | Бізнес, фінанси та адміністрування                       |                                                          | 8,3%                                                     | 8,3%                                                     |
| Природничі та прикладні науки                            | Природничі та прикладні науки                            |                                                          | 8,3%                                                     | 8,3%                                                     |
| Охорона здоров'я                                         | Охорона здоров'я                                         |                                                          | 16,7%                                                    | 16,7%                                                    |
| Освіта, правозахист, муніципальні та урядові служби      | Освіта, правозахист, муніципальні та урядові служби      |                                                          | 12,5%                                                    | 12,5%                                                    |
| Роздрібна торгівля та послуги                            | Роздрібна торгівля та послуги                            |                                                          | 20,8%                                                    | 20,8%                                                    |
| Гуртова торгівля, транспорт та обладнання                | Гуртова торгівля, транспорт та обладнання                |                                                          | 20,8%                                                    | 20,8%                                                    |
| Природні ресурси, сільське господарство                  | Природні ресурси, сільське господарство                  |                                                          | 8,3%                                                     | 8,3%                                                     |

## Клімат
Середня річна температура становить 5°C, середня максимальна – 23,4°C, а середня мінімальна – -16,6°C. Середня річна кількість опадів – 396 мм.
| Клімат поселення                              | Клімат поселення | Клімат поселення | Клімат поселення | Клімат поселення | Клімат поселення | Клімат поселення | Клімат поселення | Клімат поселення | Клімат поселення | Клімат поселення | Клімат поселення | Клімат поселення | Клімат поселення |
| Показник                                      | Січ.             | Лют.             | Бер.             | Квіт.            | Трав.            | Черв.            | Лип.             | Серп.            | Вер.             | Жовт.            | Лист.            | Груд.            |                  |
| Середній максимум, °C                         | −2,59            | 1,22             | 6,29             | 12,66            | 18,26            | 22,40            | 23,38            | 23,24            | 17,98            | 12,33            | 3,94             | −1,42            |                  |
| Середня температура, °C                       | −9,62            | −5,82            | −0,74            | 5,63             | 11,22            | 15,36            | 17,49            | 17,37            | 12,10            | 6,46             | −1,94            | −7,29            |                  |
| Середній мінімум, °C                          | −16,64           | −12,86           | −7,79            | −1,41            | 4,19             | 8,33             | 11,62            | 11,48            | 6,21             | 0,57             | −7,82            | −13,18           |                  |
| Норма опадів, мм                              | 14               | 13               | 22               | 27               | 57               | 79               | 49               | 44               | 43               | 16               | 17               | 15               |                  |
| Середньомісячна швидкість вітру, м/с          | 4.30             | 3.98             | 4.38             | 4.40             | 4.30             | 3.98             | 3.50             | 3.40             | 3.80             | 4.28             | 4.48             | 4.26             |                  |
| Середньомісячна сонячна радіація, кДж/м²·день | 4240             | 7702             | 12905            | 17266            | 20769            | 22093            | 23528            | 20131            | 14364            | 8632             | 4562             | 3291             |                  |
| --------------------------------------------- | ---------------- | ---------------- | ---------------- | ---------------- | ---------------- | ---------------- | ---------------- | ---------------- | ---------------- | ---------------- | ---------------- | ---------------- | ---------------- |
| Джерело:                                      |                  |                  |                  |                  |                  |                  |                  |                  |                  |                  |                  |                  |                  |